# Mistrzostwa Świata w Narciarstwie Klasycznym 1962
Mistrzostwa Świata w Narciarstwie Klasycznym 1962 miały miejsce w dniach 18–27 lutego 1962 w Zakopanem i były organizowane po raz trzeci w tym mieście. Po raz pierwszy na mistrzostwach świata odbyły się zawody w skokach narciarskich na normalnej skoczni.

## Biegi narciarskie

### Biegi narciarskie mężczyzn
| Konkurencja        | Data           | Złoto                                                                            | Srebro                                                                                  | Brąz                                                                                    |
| ------------------ | -------------- | -------------------------------------------------------------------------------- | --------------------------------------------------------------------------------------- | --------------------------------------------------------------------------------------- |
| 15 km              | 23 lutego 1962 | Assar Rönnlund 55.22,8                                                           | Harald Grønningen 55.52,2                                                               | Einar Østby 55.54,8                                                                     |
| 30 km              | 18 lutego 1962 | Eero Mäntyranta 1.52.39,4                                                        | Janne Stefansson 1.52.49,1                                                              | Giulio De Florian 1.53.13,3                                                             |
| 50 km              | 27 lutego 1962 | Sixten Jernberg 3.03.48,5                                                        | Assar Rönnlund 3.05.39,1                                                                | Kalevi Hämäläinen 3.05.42,8                                                             |
| Sztafeta 4 × 10 km | 24 lutego 1962 | Szwecja · Lars Olsson · Sture Grahn · Sixten Jernberg · Assar Rönnlund 2.24.38,8 | Finlandia · Väinö Huhtala · Kalevi Laurila · Pentti Pesonen · Eero Mäntyranta 2.25.24,3 | ZSRR · Iwan Utrobin · Pawieł Kołczin · Aleksiej Kuzniecow · Giennadij Waganow 2.26.14,3 |

### Biegi narciarskie kobiet
| Konkurencja       | Data           | Złoto                                                       | Srebro                                                            | Brąz                                                      |
| ----------------- | -------------- | ----------------------------------------------------------- | ----------------------------------------------------------------- | --------------------------------------------------------- |
| 5 km              | 19 lutego 1962 | Alewtina Kołczina 19.28,6                                   | Lubow Baranowa 20.15,9                                            | Marija Gusakowa 20.27,5                                   |
| 10 km             | 21 lutego 1962 | Alewtina Kołczina                                           | Marija Gusakowa                                                   | Radja Jeroszyna                                           |
| Sztafeta 3 × 5 km | 23 lutego 1962 | ZSRR · Lubow Baranowa · Marija Gusakowa · Alewtina Kołczina | Szwecja · Barbro Martinsson · Britt Strandberg · Toini Gustafsson | Finlandia · Siiri Rantanen · Eeva Ruoppa · Mirja Lehtonen |

Polki w sztafecie zajęły czwarte miejsce.

## Kombinacja norweska
| Konkurencja         | Data           | Złoto              | Srebro                 | Brąz               |
| ------------------- | -------------- | ------------------ | ---------------------- | ------------------ |
| Zawody indywidualne | 18 lutego 1962 | Arne Larsen 454,33 | Dmitrij Koczkin 448,77 | Ole Fagerås 442,25 |

## Skoki narciarskie
| Konkurencja                       | Data           | Złoto                  | Srebro                  | Brąz                   |
| --------------------------------- | -------------- | ---------------------- | ----------------------- | ---------------------- |
| Normalna skocznia – indywidualnie | 21 lutego 1962 | Toralf Engan 223,6     | Antoni Łaciak 222,5     | Helmut Recknagel 219,8 |
| Duża skocznia – indywidualnie     | 25 lutego 1962 | Helmut Recknagel 241,4 | Nikołaj Kamienski 226,4 | Niilo Halonen 224,5    |

Antoni Łaciak na dużej skoczni zajął 6. miejsce.

## Klasyfikacja medalowa
| Pozycja | Państwo   | Złoto | Srebro | Brąz | Razem |
| ------- | --------- | ----- | ------ | ---- | ----- |
| 1       | ZSRR      | 3     | 4      | 3    | 10    |
| 2       | Szwecja   | 3     | 3      | 0    | 6     |
| 3       | Norwegia  | 2     | 1      | 2    | 5     |
| 4       | Finlandia | 1     | 1      | 3    | 5     |
| 5       | NRD       | 1     | 0      | 1    | 2     |
| 6       | Polska    | 0     | 1      | 0    | 1     |